# Diachrysia orichalcea
Diachrysia orichalcea är en fjärilsart som beskrevs av Jacob Hübner 1790. Diachrysia orichalcea ingår i släktet Diachrysia och familjen nattflyn. Inga underarter finns listade i Catalogue of Life.